# 김중남
김중남(金重男, 1962년 8월 10일 ~)은 대한민국의 노동·환경·시민운동가, 공무원, 정치인으로, 현재 더불어민주당 강원특별자치도당 강릉시 지역위원장을 역임하고 있다.

## 학력
- 강릉국민학교 졸업
- 경포중학교 졸업
- 강릉고등학교 졸업
- 강원대학교 생명과학대학 환경학 학사
- 강릉원주대학교 대학원 행정학 석사
- 강릉원주대학교 대학원 행정학 박사과정 수료

## 경력
- 강원 강릉시청 직장협의회 사무국장
- 강릉시 공무원직장협의회 의장
- 전국공무원노동조합 강릉시 지부장
- 균형발전지방분권전국연대 공동대표
- 전국공무원노동조합 위원장
- 강릉고등학교 총동문회 부회장
- 강릉시민행동 공동대표
- 강릉원주대학교 UNC+ 지역사회혁신협의체 대표
- 국가인권위원회 강원사무소 소통협력위원
- 강릉시민단체협의회 대표
- 정동진독립영화제 후원회장
- 강릉인권영화제 조직위원장
- 강릉 김씨 대종회 부회장
- 강원대학교 총동창회 상임부회장
- 제1강릉포럼 대표
- 더불어민주당 정책위원회 부의장
- 더불어민주당 부대변인
- 2021. 12.~2022.03: 제20대 대통령 선거 더불어민주당 이재명 대통령 후보 대한민국대전환 선거대책위원회 노동위원장(공동)
- 2022.08~: 더불어민주당 탄소중립위원회 부위원장
- 2022.08~2024.02: 더불어민주당 강원특별자치도당 강릉시 지역위원회 수석부위원장
- 2024.03~: 더불어민주당 강원특별자치도당 강릉시 지역위원회 위원장

## 역대 선거 결과
|  | 10.09% |

|  | 43.34% |

## 가족 관계
- 배우자
  - 딸, 아들: 래환(본명:김래환, 가수 겸 프로듀서, 1992년 2월 15일)